# توقيت قبرص
توقيت قبرص يتبع توقيت شرق أوروبا (ت ع م+02:00) للتوقيت الأساسي وتتبع توقيت شرق أوروبا الصيفي (ت ع م+03:00) في الصيف.